# Dochan psárkovitý
Dochan psárkovitý (Pennisetum alopecuroides) (česky také penisetum, vousatec) je vytrvalá tráva z čeledi lipnicovité (Poaceae). Pochází z Asie a Austrálie a je v ČR pěstována jako okrasná travina.

## Synonyma
Jiné možné názvy:
- Alopecurus hordeiformis
- Pennisetum alopecoroides
- Pennisetum compressum
- Pennisetum hordeiforme
- Pennisetum japonicum

- Panicum alopecuroides L.

## Popis
Dochan psárkovitý je trvalka, rostoucí v hustých trsech. Může dorůstat výšky 30 do 120 cm. Listy, jsou zelené, lesklé, celokrajné, se souběžnou žilnatinou, měří na délku 10 až 80 cm, na šířku 0,3 až 1 cm.
Květenství je klásek, 6–30 cm dlouhý. Květenství bývají zpočátku žluto-zelené, později místy až tmavě fialové barvy. Kvete a plodí v srpnu až listopadu.

## Rozšíření
Dochan psárkovitý byl původně rozšířen v regionech Asie a Austrálie. Roste na loukách. Vzhledem k odolnosti vůči mrazu je od druhé poloviny 20. století nabízen jako okrasná rostlina.

## Pěstování
Preferuje slunné a teplé lokality, sušší až přiměřeně vlhké propustné půdy. Velmi suché, ztužené nebo písčité půdy rostlina nesnáší. Hnojivo lze aplikovat od května až srpna podle návodu (vhodný je dostatek dusíku). Může poměrně pozdě rašit, někdy až v květnu. Pokud je pěstovaná v nádobách, je doporučeno ji přezimovat během zimního období pod přikrývkou ze smrkových větví. Na jaře je třeba ostříhat listy až k zemi.

## Rozmnožování
Rozmnožujeme dělením trsů na podzim, nebo na jaře, nebo semenem. Může se na stanovišti rozšiřovat samovolně.

## Kultivary
- Kultivar 'Hameln', list dlouhý 50 cm, o něco menší rostlina než původní formy.Kvete v létě.[3]
- Kultivar 'Moudrý' zůstává nižší. Jejich listy mají zelenou barvu. Klásky jsou fialové až černé.[4]

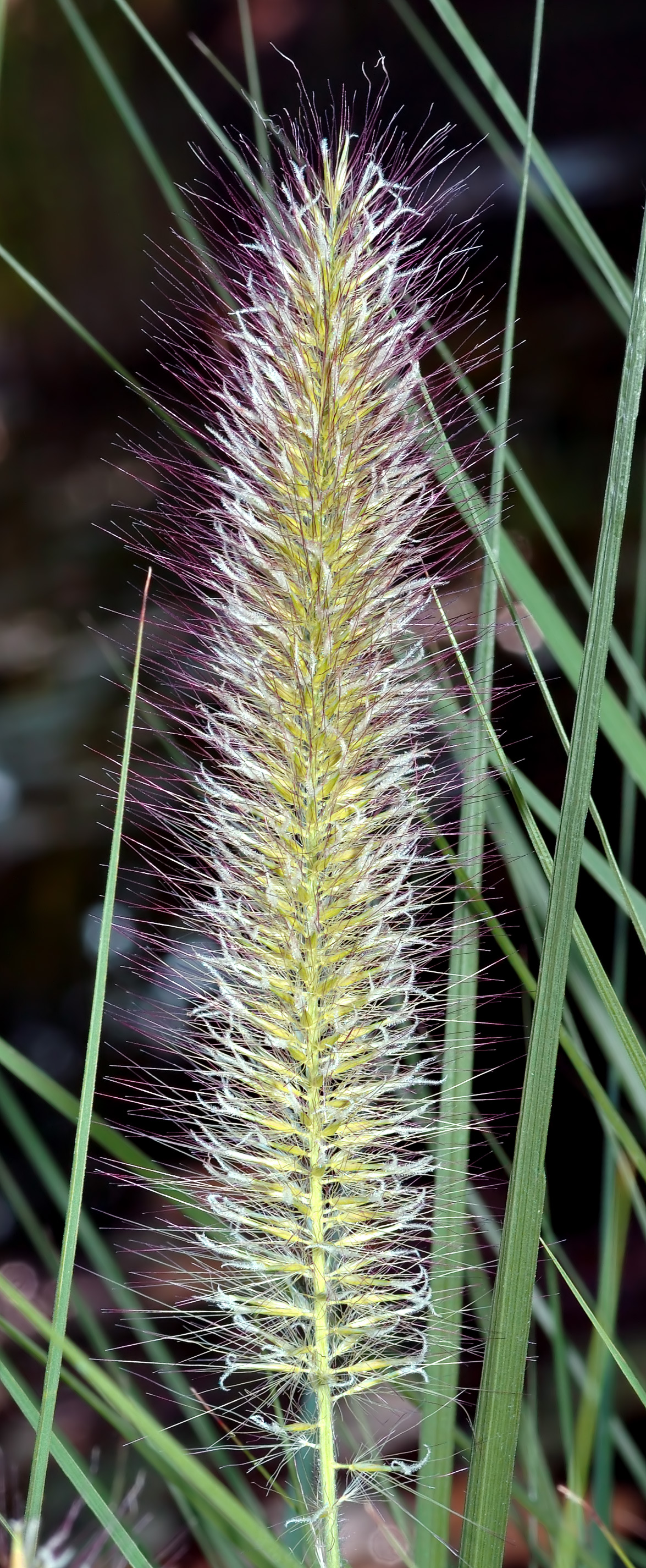
Detail květenství
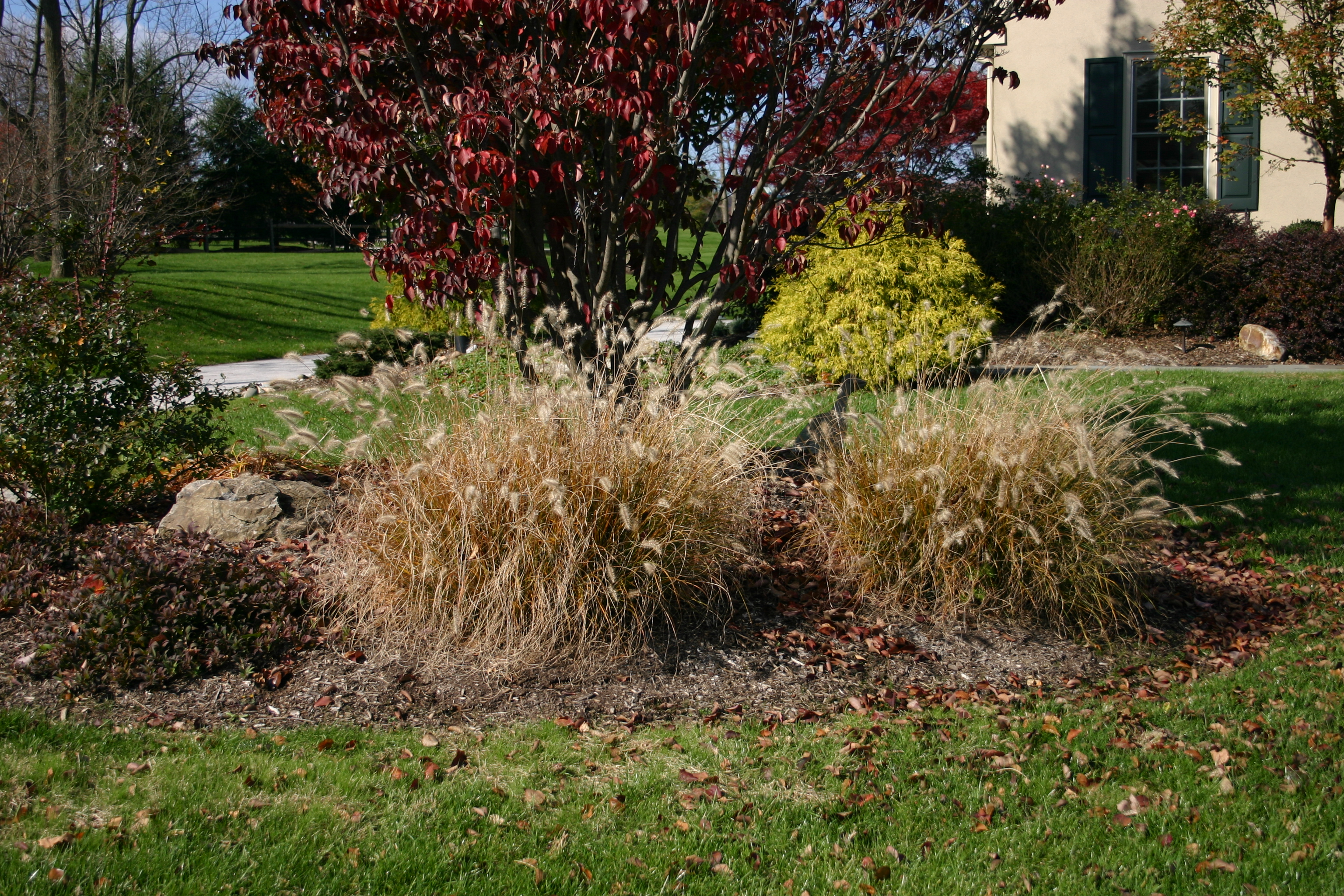
Podzimní vzhled